# Municipio de Union (condado de Worth, Iowa)
El municipio de Union (en inglés: Union Township) es un municipio ubicado en el condado de Worth en el estado estadounidense de Iowa. En el año 2010 tenía una población de 554 habitantes y una densidad poblacional de 6,02 personas por km².

## Geografía
El municipio de Union se encuentra ubicado en las coordenadas 43°17′56″N 93°4′58″O / 43.29889, -93.08278. Según la Oficina del Censo de los Estados Unidos, el municipio tiene una superficie total de 92 km², de la cual 92 km² corresponden a tierra firme y (0 %) 0 km² es agua.

## Demografía
Según el censo de 2010, había 554 personas residiendo en el municipio de Union. La densidad de población era de 6,02 hab./km². De los 554 habitantes, el municipio de Union estaba compuesto por el 98,92 % blancos, el 0,36 % eran asiáticos y el 0,72 % eran de una mezcla de razas. Del total de la población el 0,36 % eran hispanos o latinos de cualquier raza.